# 冫部
冫部（ひょうぶ）は、漢字を部首により分類したグループの一つ。
康熙字典214部首では15番目に置かれる（2画の9番目）。
日本での通称は、にすい。

## 概要
「冫」の字は冰（氷）の原字であり、水が凍って凝固した様子を象る。元々の正字の字形は「仌」であったとされる。
偏旁では、左右では多く左側に置かれ、上下では多く下側に置かれる。意符として気候や温度の寒冷、または寒冷による水の凝固に関わることを示す。
冫部は「冫」を構成要素とする漢字を分類している。
なお、水に関わる部首として水部の氵（さんずい）があるが、そのいくつかの漢字は俗字として「冫」を用いるものがある（沖→冲、決→决、淨→净）。中国の簡化字ではこれらが採用されている。
「次」の偏部にあるものは、本来は「二」であり、「冫」とは別物であるが、日本の新字体および中国の新字形では「冫」と同じ形になっている。しかし、「次」は今日でも冫部には属さないので注意（欠部に属する）。

## 部首の通称
- 日本：にすい
- 中国：兩點水（两点水）
- 韓国：이수변부（isu byeon bu、二水偏部）
- 英米：Radical Ice

## 部首字
冫 - 「冰（氷）」に同じ
- 中古漢語
  - 広韻 - 筆陵切
  - 詩韻 - 蒸韻、平声
  - 三十六字母 - 幫母
  - 普通話 - ピンイン：mì 注音：ㄇㄧˋ ウェード式：mi4
  - 広東語 - mik6
- 日本語 - 音：ベキ（漢音）・ミャク（呉音）
- 朝鮮語 - 音：멱(myeok) 訓：덮을（deopeul、覆う）

## 例字
- 冫
- 冰（氷→水部）・冶・冷・凍・凋・凛・凜・凝・凟・𠘡・𠘤・𠘥
- 冬・𠘗
- 准（元は準の俗字。避諱によりこの形になったという）
  - 寒→宀部・馮→馬部

### 最大画数
𠘦（冶）